# Peter Hedland (skeppare)
Peter Hedland, ursprungligen Lars Peter Hedlund, född 14 mars 1829 i Hudiksvall, död 1881 i Lagrange Bay, Western Australia, var en omtalad person bland europeiska immigranter i nordvästra Australien. Som skeppare, upptäckare och pärlfiskare blev han känd som "Captain Hedland". Några källor samt några av Hedlands släktingar har stavat efternamnet Headland, men det är oklart om han själv använde denna stavning.
År 1863 blev Hedland och hans segelfartyg Mystery uppmärksammade då han fann och kartlade flera platser lämpliga för att angöra land i regionen Pilbara region, bland dessa Port Hedland Town.

## Biografi
Hedland emigrerade från Sverige till västra Australien under 1850-talet. Den 15 oktober 1858 gifte han sig med Ellen Adams i Fremantle, Western Australia.
Hedland lät bygga det 16 ton tunga segelfartyget Mystery vid Point Walter på redden av Swan River. Han var båtens skeppare, och fraktade varor för de tidigaste europeiska bosättarna i nordvästra Australien. Tidigt år 1863 upptäckte Hedland möjligheten att angöra land vid Butcher Inlet, uppkallad efter hamnchefen i Albany, i Tien Tsin, senare känt som Cossack(en). I april 1853 gick Mystery på grund i en naturlig hamn när Hedland sökte efter en lämplig angöringsplats för transporter för industrin med  boskapsuppfödning. Även om holländska sjöfarare hade besökt området så tidigt som 1628, så finns det inga belägg för att de upptäckte denna hamn. Hedland namngav även platsen "Mystery Landing" i området kring De Grey River, med anspelning på hans segelfartyg.
Han seglade sitt skepp Mystery längs den nordvästra kusten av Australien och gjorde åtskilliga resor till och från Fremantle med frakter för bosättarna.
I januari 1871 åtalades Hedland och tre andra sjömän för att ha tvingat personer från ursprungsbefolkningen aboriginer att arbeta för dem, men frikändes i en rättegång i Geraldton i mars 1871.
Han anges år 1881 ha blivit dödad nära Lagrange Bay av personer från ursprungsbefolkningen. Kvarlevorna efter Hedland och en kompanjon lämnades på en ö nära Roebuck Bay.  Det fanns tecken på att de som angrep Hedland sänkte hans skepp och stal hans jolle med vilken de flydde till fastlandet.
Hedland efterlämnade sin fru samt 11 barn.[källa behövs]

## Utmärkelser
Den naturliga hamnen, och senare staden Port Hedland är uppkallade efter Hedland efter att han som första europe beskrev hamnen i juni 1863. Ursprungsbefolkningarna Kariyarra och Nyamal kallar Port Hedland "Marapikurrinya".
Detta namn kan betyda "plats med bra vatten" med hänvisning till de tre vattenkällor som alltjämt finns i och omkring staden, men kan också syfta på den hand-liknande formation av tidvattenkanaler som breder ut sig utanför hamnen (marra - hand, pikurri - peka rakt samt nya - ett platsnamn)". Enligt den aboriginska drömtids-legenden fanns det en stor blind vattenorm som levde i det avgränsade vattenområde som utgör den naturliga hamnen och som kallades Jalkawarrinya. Denna naturliga hamn är nu ett område där angörande fartyg kan vända.